# Monumento a Salvador Allende (Santiago de Chile)
El Monumento a Salvador Allende es una escultura de bronce ubicada en la plaza de la Constitución del Palacio de La Moneda, en Santiago de Chile inaugurada en el año 2000 como homenaje al presidente Salvador Allende en su natalicio. La escultura de 3 metros fue esculpida por el artista Arturo Hevia. Su inauguración se realizó con la presencia del presidente Ricardo Lagos.

## Historia
El 16 de mayo de 1991 fue presentada una moción en la Cámara de Diputados de Chile en la cual se presentaba un proyecto de ley que dispone la construcción de tres monumentos en honor al presidente Salvador Allende Gossens, emplazados en Santiago, Valparaíso y Punta Arenas. Las estatuas se erigirían en honor a la labor pública del presidente. La ley señala que un senador, un diputado, un representante del Ministro de Educación, el presidente de la Fundación Salvador Allende y el director del Museo Nacional de Bellas Artes deberán realizar un concurso público para seleccionar las obras ganadoras, determinar el sitio donde se erigirán, coordinar las actividades para la colecta de los fondos para financiar a las obras y administrar los fondos.
El 24 de junio de 1994 se promulga la ley, y el mismo año se realiza el concurso público para encontrar al artista de la estatua en Santiago; Arturo Hevia, escultor de la Pontificia Universidad Católica de Chile entra al concurso. Existió un diseño inicial que finalmente fue simplificado para poder dirimir un empate técnico que existió entre dos obras finalistas. El trabajo ganador de Hevia, destaca a la figura del presidente con una bandera chilena flameando y figuras geométricas.
El proyecto tuvo un coste de 120 000 USD, los cuales fueron financiados por la Fundación Salvador Allende y la Municipalidad de Santiago. La escultura demoró cerca de un año y medio para ser finalizada. La erección de la estatua se realizó en la esquina noroeste de la intersección de las calles Morandé con Moneda.
La inauguración se realizó el 26 de junio de 2000, coincidente con el natalicio de Allende, y contó con la presencia del presidente de la república Ricardo Lagos, quien develó la estatua, y aproximadamente 300 invitados. El evento contó con incidentes.
Desde su inauguración, se realizan actividades de conmemoración del golpe de Estado del 11 de septiembre de 1973, evento donde murió Salvador Allende. El 11 de marzo de 2022, Gabriel Boric rindió honores ante la estatua antes de ingresar al Palacio de La Moneda por primera vez como presidente de Chile.

## Características técnicas
La estatua se compone de tres secciones, la estatua de bronce, el pedestal de piedra y una placa descriptiva. En conjunto la escultura mide 6,5 metros.
La estatua tomó cerca de un año y medio para ser finalizada. Es una escultura en bronce para la cual se utilizaron 1,5 toneladas de arcilla y 980 kilogramos de yeso para realizar el molde. Después del negativo, la fundición del bronce para el positivo tuvo un espesor de 15 milímetros, y para reforzar la estructura, se incorporaron barras de hierro de 2,54 cm de diámetro. El peso total de la escultura es de 1.480 kilogramos. La escultura representa a la figura de Salvador Allende siendo cubierto hasta la cadera con la bandera flameante de Chile. La estatua mide cerca de 3 metros de altura. La base de piedra también tiene 3 metros de altura.
La placa contiene el texto:

SALVADOR ALLENDE GOSSENS
(1908-1973)
"TENGO FE EN CHILE Y SU DESTINO".
11 DE SEPTIEMBRE DE 1973

Para emplazar la estatua en su actual lugar, se tuvo que demoler uno de los cuatro faros-puertos que decoraban las esquinas de la plaza de la constitución.

## Controversias
- En 2017, el en ese entonces candidato a la presidencia José Antonio Kast, propuso como medida remover la estatua desde su actual ubicación.[14]
- El 26 de junio de 2018, el senador Iván Moreira señaló que en frente de la estatua de Allende debería erigirse una estatua de Augusto Pinochet.[15][16]